# Aleksandra Sikora
Aleksandra Franciszka Rompa z d. Sikora (ur. 7 lutego 1991 w Kędzierzynie-Koźlu) – polska piłkarka, grająca na pozycjach pomocniczki lub obrończyni. Od sezonu 2021/22 zawodniczka AP Lotos Gdańsk.

## Kariera piłkarska

### Kariera klubowa
Jest wychowanką klubu Promień Mosty. W 2009 rozpoczęła karierę piłkarską w Medyku Konin. Latem 2017 została zaproszona do włoskiej Brescii Femminile. 13 lipca 2018 przeniosła się do Juventusu Women.
Do lutego 2021 roku reprezentowała barwy norweskiego klubu Klepp IL, w którym będzie występowała pod nazwiskiem męża. Od lutego 2021 reprezentuje klub AP Lotos Gdańsk, w którym zadebiutowała 7 marca 2021.

### Kariera reprezentacyjna
23 listopada 2011 debiutowała w narodowej reprezentacji Polski w meczu przeciwko Macedonii. Wcześniej broniła barw juniorskiej reprezentacji U-19.

## Sukcesy

### Sukcesy piłkarskie
Medyk Konin
- mistrz Polski: 2013/14, 2014/15, 2015/16, 2016/17
- wicemistrz Polski: 2010/11, 2011/12, 2012/13
- zdobywca Pucharu Polski: 2012/13, 2013/14, 2014/15, 2015/16, 2016/17
- finalista Pucharu Polski: 2011/12

Brescia Femminile
- wicemistrz Włoch: 2017/18
- finalista Pucharu Włoch: 2017/18
- zdobywca Superpucharu Włoch: 2017/18
- mistrz Włoch: 2018/19